# 王易 (1889年)
王易（1889年8月23日—1956年8月31日），字曉湘，號簡庵，江西南昌人。
父王益霖，河南封丘知縣。王易隨父居河南，入河南省立高等醫學堂，後入京師大學堂（後改名北京大學），1911年畢業。先後執教於心遠大學、中央大學、復旦大學、国立中正大學。在国立中正大学担任文学院院长期间创办《文史季刊》。
王易与其弟王浩有诗名，二人合著有《南州二王詞》、《簡庵詩詞二稿》，人称“南州二王，麟凤景星”。钱仲联《近百年诗坛点将录》说他诗“学后山（陈师道），江西派之护法神也。”著作有《乐府通论》、《國學概論》、《歷數脞譚》、《修辭學》。
1947年发表《内战辩》，以国民政府为正统。1949年5月因南昌被共产党军队占领而举家逃亡长沙。